# Saidul Ajaib
Saidul Ajaib là một thị trấn thống kê (census town) của quận South thuộc bang Delhi, Ấn Độ.

## Nhân khẩu
Theo điều tra dân số năm 2001 của Ấn Độ, Saidul Ajaib có dân số 14.075 người. Phái nam chiếm 60% tổng số dân và phái nữ chiếm 40%. Saidul Ajaib có tỷ lệ 67% biết đọc biết viết, cao hơn tỷ lệ trung bình toàn quốc là 59,5%: tỷ lệ cho phái nam là 74%, và tỷ lệ cho phái nữ là 55%. Tại Saidul Ajaib, 15% dân số nhỏ hơn 6 tuổi.